# Ернст Гомбрих
Ернст Ханс Йозеф Гомбрих (на немски: Ernst Hans Josef Gombrich) е австрийски и английски историк и изкуствовед.

## Биография
Ернст Гомбрих е роден на 30 март 1909 година във Виена, Австро-Унгария, в заможно еврейско семейство, приело протестантството. Родителите имат контакти с културните среди на Виена. Баща му, юрист, е съученик на Хофманстал, майка му е ученичка на Антон Брукнер в класа му по пиано, добра позната е на Брамс, Малер и Шьонберг. След като завършва елитната гимназия Терезианум през 1928 г., започва да следва във Виенския университет и го завършва през 1933 г. Първите му публикации са през 1930 г.
През 1936 г. емигрира във Великобритания, където започва да работи в Библиотеката на Аби Варбург (от 1944 г. – Институт Варбург при Лондонския университет). През Втората световна война служи в BBC, анализирайки предавания на германските радиостанции. В института Варбург работи до 1976 г., като от 1959 г. е негов директор. Поддържа приятелски отношения с Карл Попър и Фридрих фон Хайек, които, като Гомбрих, са емигрирали през 1930-те години от Австрия във Великобритания, страхувайки се от преследване от нацистите.
Синът на Гомбрих, Ричард Френсис Гомбрих (род. 1937), е известен индолог, основател на Оксфордския център за изследвания на будизма.
Умира на 3 ноември 2001 година в Лондон на 92-годишна възраст.

## Влияние
Гомбрих е определян като „най-влиятелният историк на изкуството във Великобритания, а вероятно и в света“.

## По-значими трудове
- Weltgeschichte von der Urzeit bis zur Gegenwart. Wenen: s.n. 1935 (по-късно преиздавана под заглавието: Eine kurze Weltgeschichte für junge Leser. Von der Urzeit bis zur Gegenwart.)
Кратка история на света за млади читатели. София: Прозорец, 1999, 384 с.
- The Story of Art. London: Phaidon 1950
- Art and Illusion. A Study in the Psychology of Pictorial Representation. London: Phaidon 1960
Изкуство и илюзия. Превод от английски Никола Георгиев. София: Български художник, 1988, 511 с.
- Meditations on a Hobbyhorse and other Essays on the Theory of Art. London: Phaidon 1963
- Studies in the Art of the Renaissance. London: Phaidon 1967 – 1986 (по-късно преиздавана под заглавието: Gombrich on the Renaissance.)
  - 1: Norm and Form. 1967
  - 2: Symbolic Images. 1972
  - 3: The Heritage of Apelles. 1976
  - 4: New Light on Old Masters. 1986
- Aby Warburg, an Intellectual Biography. London: The Warburg Institute 1970
- The Sense of Order. a Study in the Psychology of Decorative Art. Oxford: Phaidon 1979
- Ideals & Idols. Essays on Values in History and Art. Oxford: Phaidon 1979
- The Image and the Eye. Further Studies in the Psychology of Pictorial Representation. Oxford: Phaidon 1982
- Tributes. Interpreters of our Cultural Tradition. Oxford: Phaidon 1984
- Reflections on the History of Art. Views and Reviews. Oxford: Phaidon 1987
Изкуството и неговата история. София: Български художник, 1992, 573 с.
- Topics of Our Time. Twentieth-Century Issues in Learning and in Art. London: Phaidon 1991
- The Uses of Images. Studies in the Social Function of Art and Visual Communication. London: Phaidon 1999
- The Preference for the Primitive. Episodes in the History of Western Taste and Art. London: Phaidon 2002

## Признание и награди
- Орден на Британската империя командор (1966)
- Орден на Британската империя рицар (1972)
- Австрийски кръст за принос към културата, I степен (1975)[2]
- Pour le Mérite for Sciences and Arts (1977)
- Order of Merit (1988)
- Награда „Балзан“ за история на изкуството на Западния свят (1985)
- Награда на Виена за хуманитаристика (1986)
- Награда „Лудвиг Витгенщайн“ на Австрийската фондация за наука (1988)
- Награда „Гьоте“ на Франкфурт на Майн (1994)
- Почетен доктор на Виенския университет (1999)
- Медал „Левърхюм“ на Британската академия (2002)